# Deltocephalus deletus
Deltocephalus deletus är en insektsart som beskrevs av Baker 1924. Deltocephalus deletus ingår i släktet Deltocephalus och familjen dvärgstritar. Inga underarter finns listade i Catalogue of Life.